# Несвоевременные мысли
«Несвоевре́менные мы́сли. Заметки о революции и культуре» — цикл публицистических очерков и статей Максима Горького, публиковавшихся с 1917 по 1918 год в газете «Новая жизнь». В СССР до 1988 года находился под негласным запретом.

## История создания и публикации
После Февральской революции в социал-демократической газете «Новая жизнь», главным редактором которой был Горький, начинает публиковаться авторская колонка «Несвоевременные мысли». После Октябрьской революции усиливаются расхождения во взглядах большевиков и редакции газеты, усиливается критика советской власти, что разворачивает полемику с «Правдой». Горького обвиняли в том, что он «заговорил языком врагов рабочего класса», и предлагали ему признать, что «многие из „мыслей“, высказывающихся им ранее, были, действительно, „несвоевременными“». Горький продолжил полемику, что привело к закрытию «Новой жизни». После этого общество «Культура и свобода», организованное Горьким, выпустило книгу «Несвоевременные мысли», содержащую 48 перепечатанных из «Новой жизни» статей без указания дат и названий.

## Содержание
Сборник включил в себя публицистические статьи и очерки, материалом для которых послужили реальные события, газетные статьи, письма, полученные Горьким. В статьях отразилось постепенное разочарование Горького в революции: автор ужасается разгулу самосуда, взращиванию жестокости, хождению пошлых агиток о дворцовой жизни, угнетен посылкой на фронт деятелей культуры (в основном в тексте упоминаются артисты и музыканты), упорно проводится тезис о давлении именно культуры в деле исправления человека и необходимости преодоления страной «тёмных инстинктов», которые, как автор считает, вызваны условиями царского режима. Горький считает необходимым сотрудничество интеллигенции и пролетариата, создание нового искусства, которому он противопоставляет «искусство, возбуждающее жажду крови, убийства, разрушения», выступает за массовое просвещение, сосредоточение интеллигенцией своих сил на восстановление страны. Характерен такой отзыв о Ленине:

«Сам Ленин, конечно, человек исключительной силы; двадцать пять лет он стоял в первых рядах борцов за торжество социализма, он является одною из наиболее крупных и ярких фигур международной социал-демократии; человек талантливый, он обладает всеми свойствами „вождя“, а также и необходимым для этой роли отсутствием морали и чисто барским, безжалостным отношением к жизни народных масс».— XXXVIII
Несмотря на это, Горький продолжает верить в рождение «нового человека» и сохраняет верность идеям марксизма.
Хотя Горький впоследствии «примирился» с советской властью, исследователи замечают, что взгляды, высказанные в «Несвоевременных мыслях», прослеживаются во всём его позднем творчестве.